# Sofia di Brandeburgo
Sofia di Brandeburgo (Zechlin, 6 giugno 1568 – Colditz, 7 dicembre 1622) è stata una principessa di Brandeburgo e per matrimonio elettrice di Sassonia. Dal 1591 era reggente di Sassonia durante la minore età del figlio Cristiano II.

## Famiglia
Sofia nacque al Castello di Zechlin, Rheinsberg, figlia del principe elettore di Brandeburgo Giovanni Giorgio (1525-1598) e della sua seconda moglie Sabina di Brandeburgo-Ansbach (1548-1575), figlia del margravio Giorgio di Brandeburgo-Ansbach.

## Matrimonio
Il 25 aprile 1582 a Dresda, Sofia sposò Cristiano I di Sassonia (1560-1591). All'epoca del matrimonio Sofia aveva 14 anni e un anno dopo ebbe il suo primo figlio.
La coppia ebbe sette figli:
- Cristiano II (1583-1611);
- Giovanni Giorgio I (1585-1656);
- Anna Sabina (1586);
- Sofia (1587-1635), sposò il duca Francesco I di Pomerania, non ebbero figli;
- Elisabetta (1588-1589);
- Augusto (1589-1615), sposò la principessa Elisabetta di Brunswick-Wolfenbüttel, non ebbero figli;
- Dorotea (1591-1617), badessa di Quedlinburg.

Sofia era una luterana e combatté contro il calvinismo in Sassonia. Dopo la morte di Cristiano I, nel 1591, fece imprigionare il calvinista cancelire Nikolaus Krell, un avversario della fede luterana, alla Fortezza Königstein, e nel 1601 lo fece giustiziare a Dresda.
Dopo la morte di suo marito, che è morto all'età di soli 31, Sofia, insieme con il duca Federico Guglielmo I di Sassonia-Weimar, divenne reggente del Elettorato per il figlio.

## Morte
Morì il 7 dicembre 1622 al Castello di Colditz.

## Ascendenza
|                                 |                                   |                             | Genitori                     |  |  | Nonni |  |  | Bisnonni                    |  |  | Trisnonni                 |  |
|                                 |                                   |                             |                              |  |  |       |  |  | Gioacchino I di Brandeburgo |  |  | Giovanni I di Brandeburgo |  |
|                                 |                                   |                             |                              |  |  |       |  |  | Gioacchino I di Brandeburgo |  |  | Giovanni I di Brandeburgo |  |
|                                 |                                   | Margherita di Sassonia      |                              |  |  |       |  |  | Gioacchino I di Brandeburgo |  |  |                           |  |
| Gioacchino II di Brandeburgo    |                                   |                             |                              |  |  |       |  |  | Gioacchino I di Brandeburgo |  |  |                           |  |
|                                 |                                   | Elisabetta di Danimarca     | Giovanni di Danimarca        |  |  |       |  |  |                             |  |  |                           |  |
|                                 |                                   | Elisabetta di Danimarca     | Giovanni di Danimarca        |  |  |       |  |  |                             |  |  |                           |  |
|                                 |                                   | Elisabetta di Danimarca     | Cristina di Sassonia         |  |  |       |  |  |                             |  |  |                           |  |
| Giovanni Giorgio di Brandeburgo |                                   | Elisabetta di Danimarca     |                              |  |  |       |  |  |                             |  |  |                           |  |
|                                 |                                   | Giorgio di Sassonia         | Alberto III di Sassonia      |  |  |       |  |  |                             |  |  |                           |  |
|                                 |                                   | Giorgio di Sassonia         | Alberto III di Sassonia      |  |  |       |  |  |                             |  |  |                           |  |
|                                 |                                   | Giorgio di Sassonia         | Sidonia di Boemia            |  |  |       |  |  |                             |  |  |                           |  |
| Maddalena di Sassonia           |                                   | Giorgio di Sassonia         |                              |  |  |       |  |  |                             |  |  |                           |  |
|                                 |                                   | Barbara Jagellona           | Casimiro IV di Polonia       |  |  |       |  |  |                             |  |  |                           |  |
|                                 |                                   | Barbara Jagellona           | Casimiro IV di Polonia       |  |  |       |  |  |                             |  |  |                           |  |
|                                 |                                   | Barbara Jagellona           | Elisabetta d'Asburgo         |  |  |       |  |  |                             |  |  |                           |  |
| Sofia di Brandeburgo            |                                   | Barbara Jagellona           |                              |  |  |       |  |  |                             |  |  |                           |  |
|                                 | Federico I di Brandeburgo-Ansbach | Alberto III di Brandeburgo  |                              |  |  |       |  |  |                             |  |  |                           |  |
|                                 | Federico I di Brandeburgo-Ansbach | Alberto III di Brandeburgo  |                              |  |  |       |  |  |                             |  |  |                           |  |
|                                 | Federico I di Brandeburgo-Ansbach | Anna di Sassonia            |                              |  |  |       |  |  |                             |  |  |                           |  |
| Giorgio di Brandeburgo-Ansbach  | Federico I di Brandeburgo-Ansbach |                             |                              |  |  |       |  |  |                             |  |  |                           |  |
|                                 |                                   | Sofia Jagellona             | Sigismondo I di Polonia      |  |  |       |  |  |                             |  |  |                           |  |
|                                 |                                   | Sofia Jagellona             | Sigismondo I di Polonia      |  |  |       |  |  |                             |  |  |                           |  |
|                                 |                                   | Sofia Jagellona             | Bona Sforza                  |  |  |       |  |  |                             |  |  |                           |  |
| Sabina di Brandeburgo-Ansbach   |                                   | Sofia Jagellona             |                              |  |  |       |  |  |                             |  |  |                           |  |
|                                 |                                   | Carlo I di Münsterberg-Oels | Enrico I di Münsterberg-Oels |  |  |       |  |  |                             |  |  |                           |  |
|                                 |                                   | Carlo I di Münsterberg-Oels | Enrico I di Münsterberg-Oels |  |  |       |  |  |                             |  |  |                           |  |
|                                 |                                   | Carlo I di Münsterberg-Oels | Ursula di Brandeburgo        |  |  |       |  |  |                             |  |  |                           |  |
| Edvige di Münsterberg-Oels      |                                   | Carlo I di Münsterberg-Oels |                              |  |  |       |  |  |                             |  |  |                           |  |
|                                 |                                   | Anna di Sagan               | Giovanni II di Sagan         |  |  |       |  |  |                             |  |  |                           |  |
|                                 |                                   | Anna di Sagan               | Giovanni II di Sagan         |  |  |       |  |  |                             |  |  |                           |  |
|                                 |                                   | Anna di Sagan               | …                            |  |  |       |  |  |                             |  |  |                           |  |
|                                 |                                   | Anna di Sagan               |                              |  |  |       |  |  |                             |  |  |                           |  |